# Parafia Narodzenia Najświętszej Maryi Panny w Lubaniu
Parafia pw. Narodzenia Najświętszej Maryi Panny w Lubaniu – parafia rzymskokatolicka w dekanacie Lubańskim w diecezji Legnickiej.
Założona 1 stycznia 1945. Kościół parafialny mieści się w Lubaniu, przy ulicy Różanej 21.
Funkcję proboszcza pełni ksiądz dr Jan Dziewulski. Obsługiwana jest przez księży diecezjalnych.